# L'Origine de la famille, de la propriété privée et de l'État
L'Origine de la famille, de la propriété privée et de l'État est un essai de Friedrich Engels publié en 1884 d'après les notes de Karl Marx sur les études anthropologiques des sociétés archaïques de Lewis Henry Morgan. Engels se réfère aussi au livre Le Droit maternel de Johann Jakob Bachofen.

## Contexte
Karl Marx s’intéressait à l'histoire des sociétés humaines. Il n'avait pas lui-même eu ou pris le temps de s'intéresser aux sociétés sans État, mais il suivait les bredouillements de l'anthropologie entre 1860 et 1870, et essayait de les intégrer à sa vision matérialiste. De plus, Marx et Engels considéraient les femmes comme « la première classe opprimée », et ces études donnaient un éclairage sur le patriarcat. 
En particulier, Marx avait écrit de 1880 à 1882 des notes sur les travaux de Lewis Henry Morgan (1818-1881), un anthropologue et juriste américain. Morgan oriente ses recherches vers les systèmes de parenté et leurs règles de dénomination. Intrigué par l'exemple des Indiens iroquois, il fait une classification qui se veut être une succession de stades parcourus par les sociétés au cours de leur évolution. 
Pour Marx, c’est une recherche qui devait être popularisée pour le mouvement ouvrier. Un an après sa mort, Friedrich Engels publie le résultat de ces réflexions dans L'Origine de la famille, de la propriété privée et de l’État.

## Contenu
Morgan a observé que dans la société iroquoise la transmission des biens et des enfants se faisait par la mère (société matrilinéaire), les femmes avaient une autonomie remarquable et elles possédaient les champs. Elles pouvaient paralyser les opérations militaires. Elles n’étaient pas éligibles mais avaient leur propre corps électoral, elles pouvaient élire une femme leader qui pouvait s’opposer à la nomination d’un chef. Les maris venaient habiter chez leurs épouses et celles-ci pouvaient les mettre dehors.
Par ailleurs, Morgan relève des similarités avec d'autres sociétés et avec des sociétés européennes antiques : la société iroquoise est divisée en gens, comme la famille romaine. 
Stades de développement décrits par Morgan :
- Sauvagerie (période de la chasse et de la cueillette) ;
- Barbarie (période de l’agriculture, usage des métaux mais classes sociales absentes) ;
- Civilisation (période où sont construites les classes sociales et les institutions).

La filiation patrilinéaire se construit peu avant la barbarie d’après Morgan. L’héritage de père en fils entre en contradiction avec la filiation matrilinéaire (l'enfant appartient à la femme et non pas au clan des hommes).

## Extraits
- « Morgan est le premier qui ait essayé de mettre en connaissance de cause un certain ordre dans la préhistoire de l'Humanité ; tant que des documents plus abondants n'obligeront pas à le modifier, son groupement des faits restera sans doute en vigueur. Des trois époques principales : état sauvage, barbarie, civilisation, les deux premières, cela va sans dire, l'occupent seules, avec le passage à la troisième. Il divise chacune des deux en stade inférieur, moyen et supérieur, des moyens d'existence. » (début de L'orig. de la famille, traduction de Bracke)[3]

## Mentions dans la littérature
- Lénine en fait mention lors de la conférence qu'il donne à l'université Sverdlov en 1919, rapportée dans le livret De l’État : « J'espère que sur la question de l’État, vous lirez l'ouvrage d'Engels l'Origine de la famille, de la propriété privée et de l’État. C'est une des œuvres maîtresses du socialisme moderne, où l'on peut faire confiance à chaque phrase, être sûr qu'elle n'a pas été écrite au petit bonheur, mais qu'elle s'appuie sur une énorme documentation historique et politique[4] ».